# Karlo IV. Kurjaković
Karlo IV. Kurjaković Krbavski (Udbina, o. 1440. – Udbina, 9. rujna 1493.), hrvatski velikaš i krbavski knez iz velikaške obitelji Kurjakovića Krbavskih od roda Gusića.

## Životopis
Rodio se u obitelji oca, kneza Karla III. Kurjakovića († prije 1461.) i majke, kneginje Margareta Nelipić, kćeri cetinskog i omiškog kneza Ivaniša Nelipčića († 1434.). Imao je starijeg brata Pavla, koji se spominje u izvorima u razdoblju od 1453. do 1469. godine.
Bio je u Hrvatskoj jedan od glavnih protivnika hrvatsko-ugarskog kralja Vladislava II. Jagelovića (1490. – 1516.).
Sudjelovao je sa svojom vojskom, zajedno s vojnim snagama drugih hrvatskih velikaša pod zapovjedništvom hrvatskog bana Emerika Derenčina u bitci na Krbavskom polju 1493. godine, gdje je osmanska vojska pod vodstvom Jakub-paše teško porazila hrvatsku vojsku. U sukobu je Karlo IV. bio zarobljen i smaknut.

### Privatni život
Bio je oženjen Dorotejom Frankapan, kćerkom kneza Bartola IX. Frankapana Tržačkg († 1458./61.), s kojom je imao troje djece: sinove Karla, koji je umro vjerojatno u ranoj dobi 1492. godine i Ivana Karlovića (1485. – 1531.), posljednjeg potomka obitelji Kurjakovića te kćer Jelenu Karlović, suprugu kneza Nikole III. Zrinskog (1488./89-1534.), koja je ujedno bila majka sigetskog junaka Nikole IV. Zrinskog.